# Matthew Taylor
Matthew Simon Taylor, född 27 november 1981, är en engelsk fotbollsspelare som spelat för Northampton Town,  Luton Town, Portsmouth, Bolton Wanderers och West Ham United.